# Zygmunt Mocarski
Zygmunt Mocarski (ur. 15 września 1894 w Zalesiu, powiat wyłkowyski, zm. 16 września 1941 w Warszawie) – polski historyk książki, bibliotekarz, bibliofil, organizator i dyrektor Książnicy Miejskiej im. Mikołaja Kopernika w Toruniu, członek założyciel Towarzystwa Bibliofilów Polskich w Warszawie, prezes Towarzystwa Bibliofilów im. Joachima Lelewela w Toruniu, sekretarz naukowy Towarzystwa Naukowego w Toruniu.

## Życiorys
Urodził się 15 września 1894 roku w Zalesiu k. Wyłkowyszek na Litwie, w rodzinie Szymona Eustachego, kowieńskiego adwokata, i Heleny Joanny z domu Zabielskiej. Po ukończeniu gimnazjum filologicznego w Kownie w 1913 roku, zapisał się na Uniwersytet w Petersburgu, gdzie studiował prawo oraz bibliotekoznawstwo. Został wówczas członkiem Rosyjskiego Towarzystwa Bibliologicznego przy tamtejszej Akademii Umiejętności oraz Piotrogrodzkiego Koła Warszawskiego Towarzystwa Opieki nad Zabytkami Przeszłości. W 1916 roku opublikował pierwsze prace z tego zakresu. Od października 1917 do lipca 1918 roku pracował w Wydziale Centralnym Opieki nad Polskimi Jeńcami Cywilnymi i Administracyjnie Zesłanymi w Piotrogrodzie.
Po ukończeniu studiów w 1918 roku wrócił do kraju. Od stycznia 1919 roku przez kilka miesięcy pracował w Bibliotece Katolickiego Uniwersytetu Lubelskiego, a w sierpniu tego roku został referentem bibliograficznym Wydziału Prasowego Ministerstwa Spraw Wewnętrznych, w którym zorganizował Referat Ewidencyjno-Bibliograficzny i opracował szereg okólników ministerialnych precyzujących przepisy ustawy prasowej. W 1920 roku zainicjował redagowanie Biuletynu Bibliograficznego, będącego pierwszą próbą bieżącej rejestracji druków w II RP i współpracował z redakcją Przewodnika Bibliograficznego. Był też członkiem założycielem Towarzystwa Bibliofilów Polskich w Warszawie. Od września 1922 do maja 1923 roku, jako ekspert ds. bibliotek w Komisji Mieszanej ds. Reewakuacyjnych i Specjalnych, wyjeżdżał do Moskwy i Piotrogrodu w sprawie rewindykacji polskich zbiorów bibliotecznych, m.in. Biblioteki Załuskich.
Od 1919 roku był członkiem Związku Bibliotekarzy Polskich (od 1923 w składzie Zarządu), a w 1928 roku należał do współzałożycieli jego Koła Poznańsko-Pomorskiego, pełniąc w nim następnie przez wiele lat funkcję członka Zarządu. W 1922 roku został też członkiem Towarzystwa Bibliograficznego przy Uniwersytecie Moskiewskim. W marcu 1923 roku wygrał, ogłoszony przez Zarząd Towarzystwa Naukowego w Toruniu, konkurs na dyrektora nowo tworzonej przez nie Książnicy Kopernikańskiej, z którą pozostał trwale związany aż do wybuchu wojny .

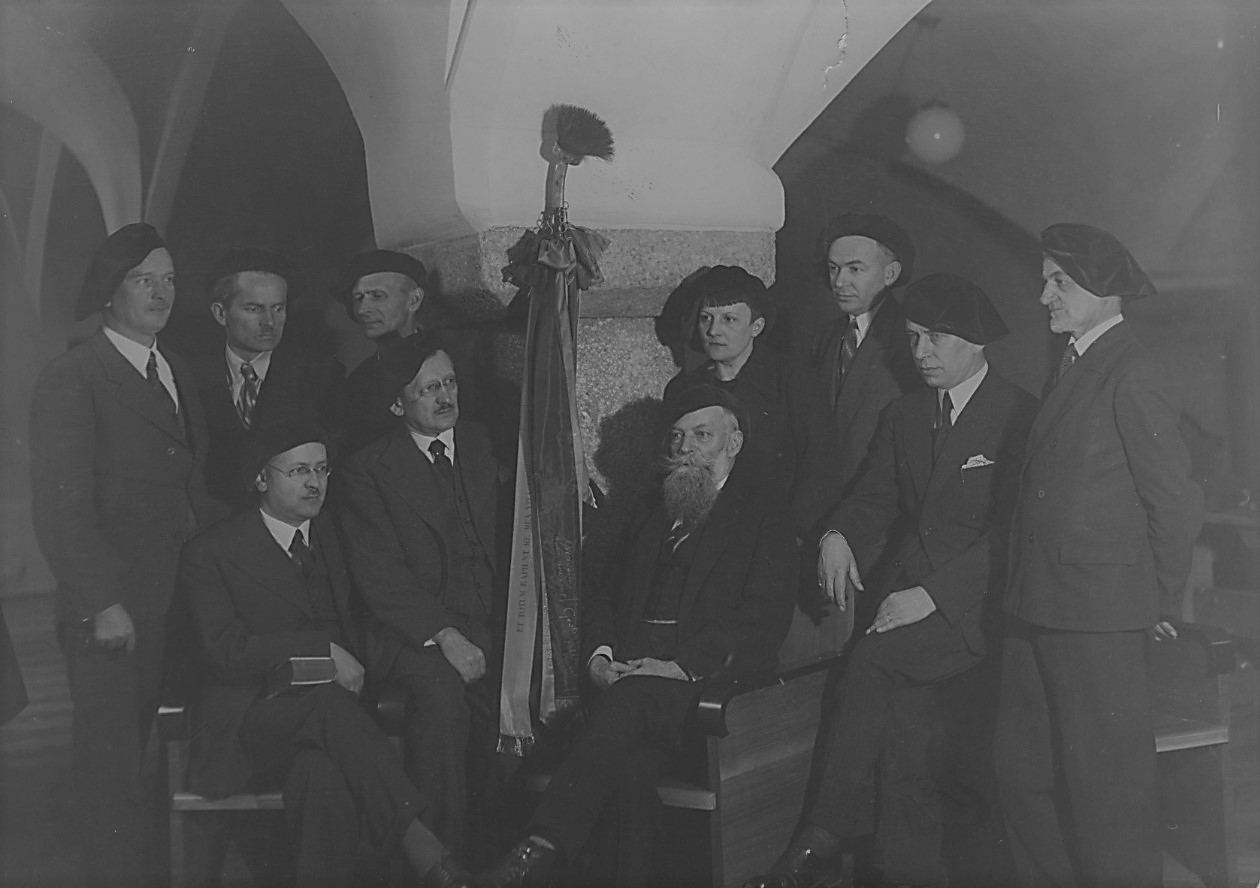
Członkowie Zarządu Konfraterni Artystów w Toruniu (1935). Zygmunt Mocarski (siedzi pierwszy z lewej).

W 1926 roku współtworzył w Toruniu Towarzystwo Bibliofilów im. Joachima Lelewela, którego został prezesem, skupiające miłośników książki z Torunia i innych miast pomorskich, utrzymujące kontakty z podobnymi stowarzyszeniami w kraju i za granicą. Z jego ramienia uczestniczył w II Zjeździe Bibliofilów Polskich w Warszawie, III Zjeździe we Lwowie i IV Zjeździe w Poznaniu (na I Zjeździe w Krakowie w 1925 roku pełnił funkcję sekretarza). Brał udział w akcji przeciw sprzedaży za granicę pelplińskiego egzemplarza Biblii Gutenberga w 1929 roku .
Zygmunt Mocarski ożenił się w 1928 roku z Janiną Bohatyrówną, córką lekarza z Warszawy, z którą miał syna Szymona. W Toruniu mieszkał w budynku zajmowanym przez Książnicę przy ul. Wysokiej 16.

Od początku lat 30. był prezesem toruńskiego koła Towarzystwa Czytelni Ludowych, wpływając na profil jego bibliotekarstwa i dobór prelegentów w prowadzonej akcji spotkań z wybitnymi pisarzami. Uczestniczył w pracach Tymczasowego Komitetu Organizacyjnego Pomorskiego Instytutu Naukowego, którego celem było połączenie toruńskich instytucji naukowych w jeden wielki ośrodek badawczy. Komitet ten został przekształcony w 1932 roku w Komisję Zbiorów Pomorskich przy Instytucie Bałtyckim w Toruniu. W 1935 roku został członkiem Komisji Historycznej Poznańskiego Towarzystwa Przyjaciół Nauk. Opracował regulamin Komisji Nagród Pomorskich, w której uczestniczył. Współpracował z Konfraternią Artystów w Toruniu, jako członek działającego w jej ramach Koła Literackiego i redakcji jej organu Teka Pomorska. Od tego roku też współpracował z Pomorską Rozgłośnią Polskiego Radia w Toruniu wygłaszając pogadanki księgoznawcze. Był ponadto członkiem Ligi Ochrony Przyrody i Towarzystwa Badania Historii Ruchu Niepodległościowego na Pomorzu. W powstałym w 1937 roku Towarzystwie Przyjaciół Torunia kierował sekcją wydawniczą. 

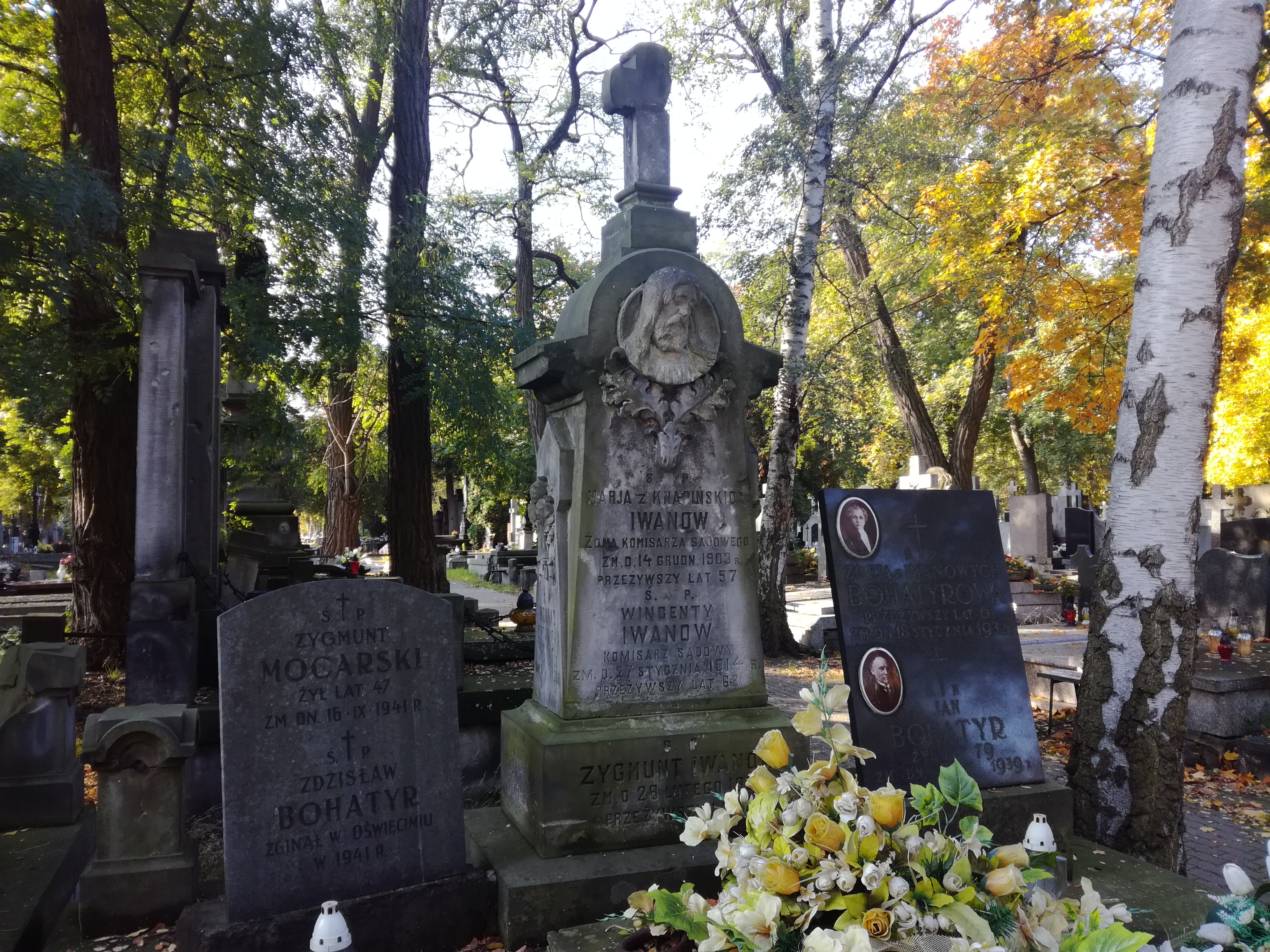
Grób Zygmunta Mocarskiego na cmentarzu Bródnowskim

We wrześniu 1939 roku znalazł się na liście skazanych przez Niemców na stracenie w ramach Intelligenzaktion na Pomorzu. Po aresztowaniu został jednak zwolniony dzięki interwencji pastora Reinholda Heuera, historyka, prezesa Coppernicus-Verein für Wissenschaft und Kunst . W listopadzie tego roku wyjechał do Warszawy, gdzie od czerwca 1940 roku otrzymał zatrudnienie w Archiwum Akt Nowych, jednocześnie badając zasoby magazynów Biblioteki Narodowej .
Zmarł 16 września 1941 roku po ciężkiej chorobie, pochowany na cmentarzu Bródnowskim w Warszawie (kwatera 11A-6-1).

## Praca w Książnicy

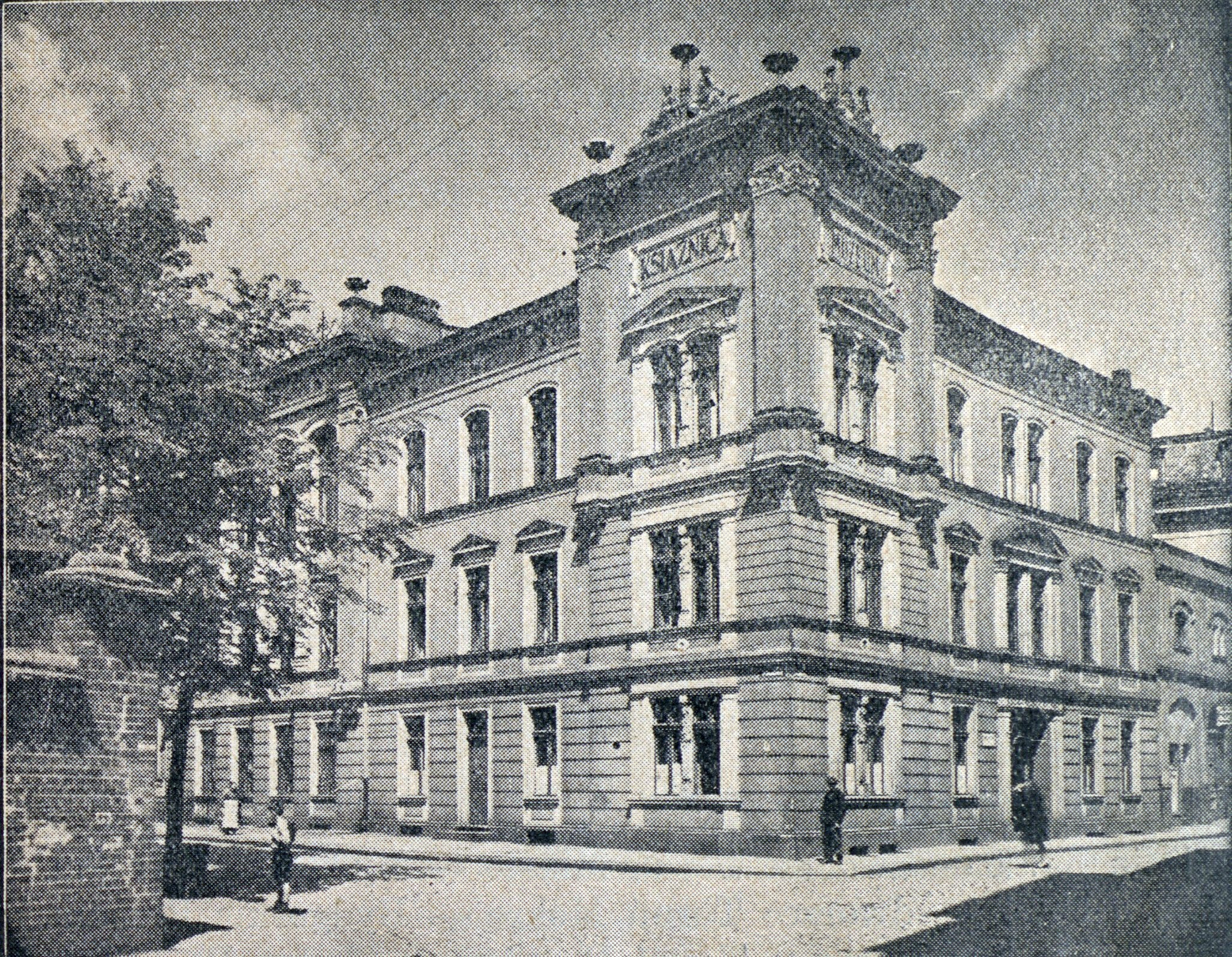
Budynek Książnicy i Towarzystwa Naukowego w Toruniu w 1937 roku

Zdecydowana większość życia zawodowego Zygmunta Mocarskiego przypadła na kierowanie Książnicą Miejską im. Mikołaja Kopernika w Toruniu. Przybył on tam 15 maja 1923 roku, a 1 czerwca objął stanowisko dyrektora Książnicy i rozpoczął przygotowywanie jej do otwarcia dla czytelników, w siedzibie Towarzystwa Naukowego przy ul. Wysokiej. W referacie wygłoszonym na uroczystości otwarcia, pt. O Książnicy Miejskiej im. Kopernika w Toruniu, wykazał już znajomość jej zawartości. Referat ten opublikowały Roczniki Towarzystwa Naukowego w Toruniu w 1925 roku .
Nowa biblioteka, utworzona oficjalnie 19 lutego 1923 roku, scalała cztery bogate księgozbiory toruńskie: Gimnazjum Akademickiego, Rady Miasta, TNT i Coppernicus-Verein für Wissenschaft und Kunst. Nadano jej nazwę Książnica Miejska oraz imię Mikołaja Kopernika, z okazji przypadającej w tym dniu 450. rocznicy jego urodzin. W ciągu kilku miesięcy dyrektor przygotował bibliotekę do udostępnienia, przeprowadził zwiezienie do niej zbiorów z czterech bibliotek źródłowych i uporządkowanie księgozbioru. W 1924 roku rozpoczął tworzenie nowych, kartkowych katalogów: alfabetycznego i rzeczowego, zastępujących dotychczasowe drukowane. Wprowadził udostępnianie zbiorów we wszystkie dni powszednie, zorganizował wypożyczalnię międzybiblioteczną, czytelnię ogólnodostępną i pracownię dla bibliotekarzy.
Za skromne kwoty z budżetu miejskiego dokonywał zakupów nowych wydawnictw, także zagranicznych, pozyskiwał zbiory prywatne, np. w 1932 roku Walentego Fiałka, księgarza i bibliofila chełmińskiego, starał się również o dary z Ministerstwa WRiOP i z dubletów polskich bibliotek uniwersyteckich. Wprowadził wymianę wydawnictw różnych ośrodków nauki za publikacje TNT i Coppernicus-Verein. W 1927 roku uzyskał egzemplarz obowiązkowy z drukarń województwa pomorskiego. W rezultacie jego starań, zbiory Książnicy Miejskiej Torunia w ciągu 15 lat powiększyły się o 40 tys. woluminów i w 1939 roku liczyły ich 140 tysięcy. Gromadząc przede wszystkim toruniana, pomeraniana i kopernikana, Książnica stała się znaczącą biblioteką regionalną, bardzo ważną nie tylko dla Torunia, ale też dla całego Pomorza i Polski.
Jednocześnie z pełnieniem funkcji dyrektora Książnicy, włączał się w prace TNT. Już w lipcu 1923 roku został jego członkiem, w następnym roku członkiem Zarządu i sekretarzem Wydziału Historyczno-Archeologicznego, od 1930 roku sekretarzem generalnym, a od 1934 roku członkiem Komitetu Redakcyjnego. Był animatorem i organizatorem wielu jego działań: przekształcił Roczniki TNT w serię monografii historycznych, wprowadził zasadę oceny wewnętrznej prac naukowych przed oddaniem ich do druku, zmodernizował szatę redakcyjną i graficzną Zapisek Historycznych, współtworzył komitety redakcyjne poszczególnych serii wydawniczych, zabiegał o powiększenie liczby członków Towarzystwa, wprowadził do niego młodych, pozyskiwał do współpracy uczonych spoza Pomorza.
W 1934 roku został również sekretarzem nowo powstałej Rady Zrzeszeń Naukowych, Artystycznych i Kulturalnych Ziemi Pomorskiej oraz przewodniczącym Komitetu Budowy Gmachu Muzeum Ziemi Pomorskiej, które miało stanąć przy ul. Chopina, gdzie znalazłaby też swoją siedzibę Książnica i Archiwum, jako kompleks potrzebny zwłaszcza dla badań pomorzoznawczych. Wszystkie te działania prowadzone bezpośrednio przez Zygmunta Mocarskiego, bądź pod jego kierownictwem, wynikały ze wspólnej z Zarządem TNT koncepcji, według której Książnica miała stać się ośrodkiem toruńskiego centrum nauki z perspektywą utworzenia w Toruniu uniwersytetu. Wyrazem tych dążeń były dwie jego publikacje: Idea uniwersytetu pomorskiego a toruńskie środowisko naukowe (Dzień Pomorza, 1934, nr 63) oraz O potrzebie wyższego szkolnictwa na Pomorzu (Awangarda Państwa Polskiego, 1938, nr 1/2, 4, 5/6 i odbitki). W 1937 roku został mianowany „dożywotnim dyrektorem” Toruńskiej Książnicy Miejskiej .

## Publikacje i zbiory
Zygmunt Mocarski prowadził własne badania i publikował ich wyniki w pięciu głównych dziedzinach zainteresowań:
1. Bibliografia, np. Bibliografia prac Towarzystwa Naukowego w Toruniu (1875–1925) z okazji jego 50-lecia, opublikowana w Rocznikach TNT, Joachim Lelewel jako bibliograf i bibliofil (referat wygłoszony na Międzynarodowym Kongresie Bibliotekarzy w Pradze w 1928 roku) i Joachim Lelewel jako teoretyk bibliografii i bibliotekarstwa przedstawiony na posiedzeniu Koła Poznańsko-Pomorskiego Związku Bibliotekarzy Polskich w 1928 roku (Mestwin, 1929, nr 9);
2. Historia książki i drukarstwa na Pomorzu ze szczególnym uwzględnieniem Torunia, np. licząca 120 stron pionierska praca, na podstawie toruńskich archiwaliów oraz książek zachowanych w Książnicy, bibliotekach prywatnych i kościelnych, Książka w Toruniu do 1793. Zarys dziejów, [w:] Dzieje Torunia (wydanie z okazji 700-lecia miasta w 1933 roku) oraz Toruń w historii drukarstwa (Przegląd Graficzny, 1937, nr 27);
3. Historia kultury na Pomorzu, np. nowatorska praca Kultura umysłowa na Pomorzu. Zarys dziejów i bibliografia (Pamiętnik Instytutu Bałtyckiego, 1931) oraz Nauka i oświata na Pomorzu, Warmii i Mazurach, Warszawa 1938, Z zagadnień piśmiennictwa polskiego na Mazurach Pruskich, Poznań 1939, a także referat O badaniach dziejów Pomorza Polskiego i Prus Książęcych wygłoszony na IV Zjeździe Historyków Polskich w Poznaniu w 1925 roku;
4. Problemy ogólnobiblioteczne i bibliologiczne, np. Potrzeby bibliotek naukowych (Nauka Polska, t 10: 1929), Biblioteki regionalne (Przegląd Bibliotekarski) oraz Stan badań polskiego drukarstwa, [w:] IV Zjazd Bibliotekarzy Polskich w Warszawie. Referaty, cz. 2, Warszawa 1936;
5. Dzieje druków i bibliotek, głównie omówienia unikatowych, lub mało znanych druków z Książnicy, ekslibrisów toruńskich itp., np. Druki reformacyjne w Książnicy Miejskiej im. Kopernika w Toruniu (Reformacja w Polsce, t. 3: 1924, nr 9–10), Kalendarze Toruńskie (Tygodnik Toruński, 1924 nr 18–19, 23–24, 28), oraz Biblioteka Tadeusza Pietrykowskiego, Toruń 1928 i Biblioteka Sczanieckich w Nawrze, [w:] Księga Pamiątkowa Akademickiego Koła Pomorzan przy Uniwersytecie Poznańskim, Poznań 1929[2] .

Swoje prace wydawał też w publikacjach Towarzystwa Naukowego w Toruniu oraz w czasopismach pomorskich i ogólnopolskich: Słowo Pomorskie i jego dodatek Mestwin, Teka Pomorska, Strażnica Zachodnia, Bibliotekarz, Ruch Literacki, Pamiętnik Literacki, Grafika Polska, Silva Rerum, Jantar, Gryf, Głos Pomorza, Dzień Pomorski. Pisał artykuły publicystyczne, głównie popularyzujące wartość księgozbioru Książnicy jako warsztatu naukowego, rozwój nauk na Pomorzu i ideę powołania uniwersytetu w Toruniu. Opracował kilka haseł do PSB. Ogółem jego dorobek naukowy obejmuje ponad 150 pozycji.
Dyrektor Książnicy Kopernikańskiej miał jeszcze liczne ważne zamierzenia badawcze i plany wydawnicze, m.in. zinwentaryzowanie druków pomorskich nie znanych Karolowi Estreicherowi, opracowanie monografii bibliograficznej źródeł i prac odnoszących się do przeszłości Pomorza, przygotowanie dalszego ciągu historii książki toruńskiej po roku 1793, monografii wybitnych przedstawicieli nauki na Pomorzu oraz rozwinięcie badań nad dziejami szkolnictwa i historii sztuki pomorskiej, o których sfinansowanie podjął starania. W ostatnim okresie przed wojną pracował też nad historią ekslibrisów toruńskich. Zachowała się w rękopisie jej pierwsza część poświęcona ekslibrisom zbieraczy toruńskich z XVII wieku.
Zygmunt Mocarski posiadał bogaty księgozbiór prywatny, gromadzony od wczesnej młodości. Były w nim starodruki, pierwodruki pisarzy polskich, grafika, ekslibrisy. Książki zaopatrywał w piękne oprawy wykonywane w znanych warsztatach warszawskich i toruńskich, a także paryskich. Znaczna ich część zawiera autografy i dedykacje dla właściciela. Posiadał własny ekslibris zaprojektowany w 1921 roku przez rosyjskiego malarza i grafika Aleksieja Ilicza Krawczenkę. Kolekcja obejmowała przede wszystkim druki bibliograficzne, bibliologiczne i bibliotekoznawcze, katalogi antykwaryczne i księgarskie. Dokładna wielkość jego księgozbioru nie jest znana. Wiadomo, że w latach 1945–1946 Książnica zakupiła ponad 1000 należących wcześniej do niego dzieł, w tym 92 starodruki do 1800 roku i 212 druków z XIX wieku (sygnatury Moc.1 – Moc. 1011) , zaś Biblioteka Uniwersytecka w Toruniu nabyła ok. 50 druków. Pojedyncze egzemplarze trafiły do prywatnych nabywców. Książki z dedykacjami zatrzymał jego syn .

## Ordery i odznaczenia
- Złoty Krzyż Zasługi (1938)
- Srebrny Krzyż Zasługi (15 grudnia 1925)[10]
- Srebrny Wawrzyn Akademicki (5 listopada 1935)[11]
- Medal Dziesięciolecia Odzyskanej Niepodległości (1930)

## Upamiętnienie
Dokonania Zygmunta Mocarskiego w Toruniu upamiętniają: tablica w nowym budynku Książnicy Kopernikańskiej przy ul. Słowackiego oraz nazwa ulicy na osiedlu Rubinkowo .